# Plaza de las Salesas
La plaza de las Salesas o plaza del convento de las Salesas es un espacio ajardinado del distrito centro de la ciudad de Madrid, España, delimitado por las calles de Bárbara de Braganza, Conde de Xiquena, Santo Tomé, Fernando VI y General Castaños. Debe su nombre al antiguo y extenso complejo del monasterio de las Salesas Reales, fundado en 1748.

## Historia
No figura aún en el plano de Teixeira de 1656, pero sí en el de Espinosa. Pedro de Répide la describe como «plazuela con jardín, a cuya parte Norte estaba el callejón de las Ánimas, estrecho pasadizo entre el convento de las Salesas y la casa de sus capellanes». Recuerda también Répide que a dicho callejón le venía el nombre de la casa de campo del infante don Tello que, abandonada, fue luego lazareto de apestados y que, por la alta mortandad concentrada en su corral, empezó a conocerse como «corral de las Ánimas».

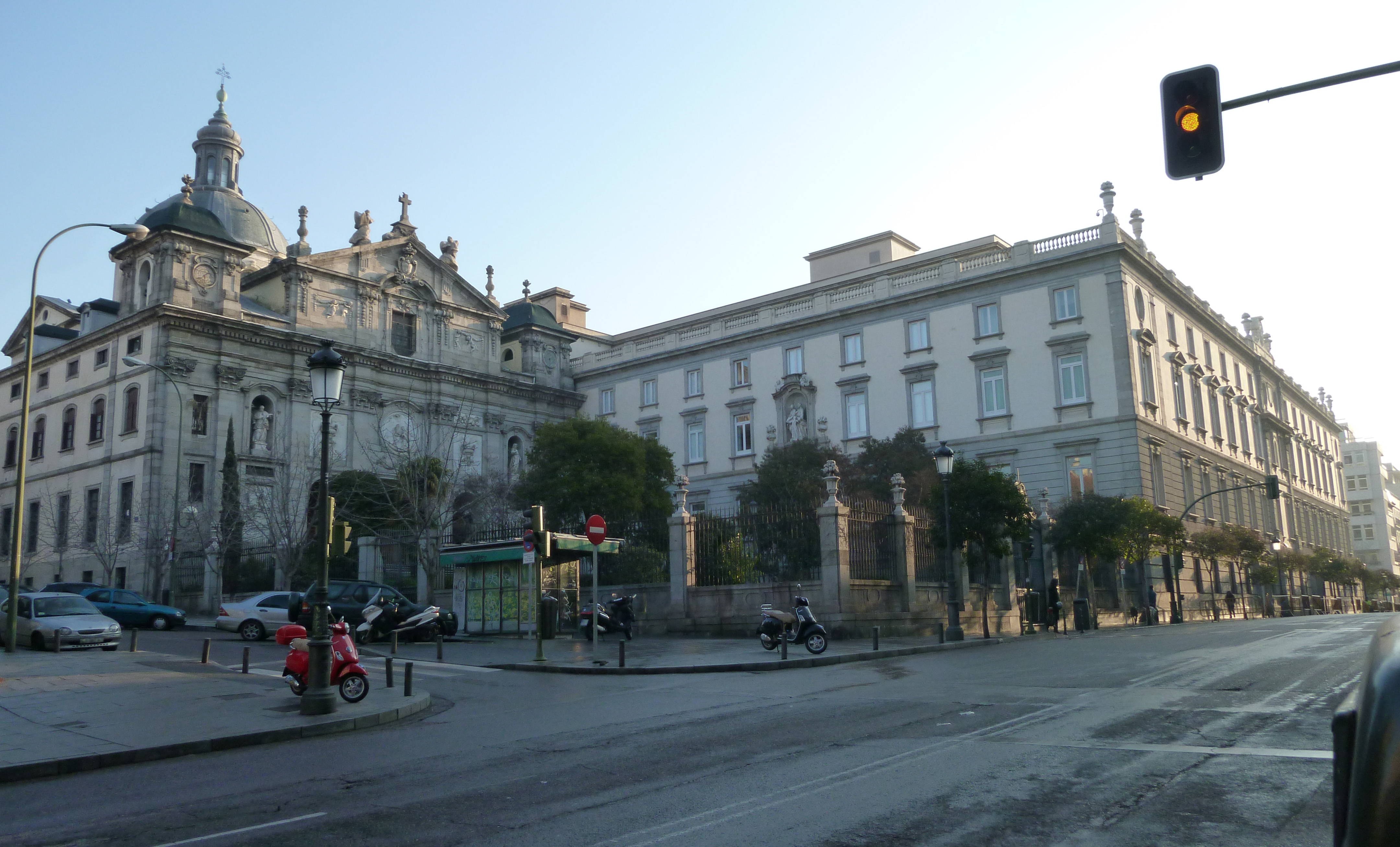
Iglesia y convento de las Salesas Reales en el lado oriental de la plazuela, en febrero de 2011

El edificio más importante de la inconcreta plazuela es la iglesia del antiguo monasterio, primero templo de la Visitación y luego parroquia de Santa Bárbara, «en cuya lonja frente a la fachada principal existe un sucinto jardinillo». La iglesia fue consagrada el 25 de septiembre de 1757, por el Inquisidor General y arzobispo de Farsalia, Manuel Quintano Bonifaz. En ellas tienen sepulcro Fernando VI y su esposa Bárbara de Braganza, y el general O'Donnell. En la historia del templo se anotan un rocambolesco robo ocurrido el 2 de enero de 1800, y el incendio que destruyó el antiguo convento, el 5 de mayo de 1910.
En la esquina con Conde de Xiquena estuvo entre 1878 y 1945 el café de las Salesas, que también fue café-concert, contó con un salón de billar y sirvió de ámbito a la pacífica tertulia política de «los Salesianos».
El perímetro de la plaza contiene también «un recoleto parquecito con vetustos árboles», un caño de vecindad, bancos de piedra y dos monumentos, una réplica en bronce del busto de Rousseau esculpido por Pradier que se encuentra en Ginebra; y una alegoría escultórica cuya inscripción recuerda «inculcar a los niños el amor a la Poesía». Desde mediados del siglo xx, también se encuentra en el número 9 de esta plaza el Finnegan's, catalogado como uno de los siete mejores pubs irlandeses de Madrid.